# Xiphosomella stenomae
Xiphosomella stenomae är en stekelart som beskrevs av Joseph Augustine Cushman 1924. Xiphosomella stenomae ingår i släktet Xiphosomella och familjen brokparasitsteklar. Inga underarter finns listade i Catalogue of Life.